# 511 Davida
511 Davida é um asteroide localizado no cinturão de asteroides e é um dos dez maiores dessa região. Foi descoberto pelo astrônomo Raymond Smith Dugan no Observatório Heidelberg-Königstuhl, Alemanha, em 30 de maio de 1903. Possui aproximadamente 270–310 km de diâmetro e compreende uma estimativa de 1,5% da massa total do cinturão de asteroides. É um asteroide tipo C, o que significa que ele é escuro na coloração com uma composição de condrito carbonáceo.
Davida é um dos poucos asteroides do cinturão principal, cuja forma foi determinada pela observação visual de terra. De 2002 a 2007, astrônomos no observatório Keck usaram o telescópio Keck II, o qual é equipado com óptica adaptativa, para fotografar Davida. O asteroide não é um planeta anão: existem pelo menos dois promontórios e, pelo menos, uma faceta plana de 15 km de desvio de uma forma melhor ajustada a um elipsoide. A faceta é, presumivelmente, uma cratera de escala global de 150 km como a vista em 253 Mathilde. Conrad et al. (2007) mostram que crateras deste tamanho "podem ser esperadas a partir da distribuição de tamanho de impactores, sem risco de ruptura catastrófica de Davida."
Davida tem o nome homenageando David Peck Todd, um professor de astronomia no Amherst College.

## Massa
Em 2001, Michalak estimou a massa de Davida como sendo de (6,64±0,56)×1019 kg. Em 2007, Baer e Chesley estimaram a massa de Davida como sendo de (5,9±0,6)×1019 kg. Em 2010, Baer sugeriu que a massa de Davida seria de (3,84±0,20)×1019 kg. Esta estimativa mais recente de Baer sugere que Davida é menos massivo que 704 Interamnia, fazendo de Davida o sexto asteroide mais massivo, ainda que com a sobreposição da barra de erro.

## Ocultações
Davida ocultou a estrela TYC 0079-00234-1 em 5 de agosto de 2013. O evento foi visível na Argentina e Chile, com Davida numa magnitude 11,7 e a estrela na magnitude 9,4.